# Соловйов Олександр Васильович
Соловйов Олександр Васильович — історик та археограф, історик права, балканознавець; професор Белградського та Сараєвського університетів, почесний професор Женевського університету, перший декан юридичного факультету Сараєвського університету (1946 — 1949). Займався публікацією та дослідженням джерел середньовічного сербського права, опублікував праці з історії сербської геральдики.

## Праці
- Соловјев А. В., Одабрани споменици српског права (од XII до краја XV века), Београд, 1926. (= Solovjev A., Odabrani spomenici srpskog prava od XII do kraja XV veka, Beograd 1926.)
- Соловјев А. В. Законодавство Стефана Душана цара Срба и Грка, Скопље 1928 (link, link 2 = Alexander V. Soloviev, Zakonodavstvo Stephana Dusana, Skopje, 1928.)
- Александар Васиљевич Соловјев, "Појам државе у средњевековној Србији (студија из упоредне историје права)", Годишњица Николе Чупића, књига XLII/1933, 64-92.
- Александар В. Соловјев, Студије из историје народног права у XVIII веку. Гласник ЗМС – Нова серија, 1947, II, 207–240.
- Соловјев Александар В., Законик цара Стефана Душана 1349. и 1354. године. – Извори српског права VI. Београд, САНУ, 1980, стр. 347. – Одељење друштвених наука, 27 (1980) 283–285. (= Александар Васиљевич Соловјев, Законик цара Стефана Душана 1349. и 1354. године, Београд 1980.)
- Соловјев А. Историја српског грба и други хералдички радови, (ур. Ал. Палавестра). Београд, 2000.
- Александар Васиљевич Соловјев, Постанак и значај Душанова законика, Београд 2001.